# Xanthodura
Xanthodura is een geslacht van vlinders van de familie spanners (Geometridae), uit de onderfamilie Geometrinae.

## Soorten
- X. hypocrypta Prout, 1925
- X. trucidata Butler, 1880